# 中甸冷杉
中甸冷杉（学名：Abies ferreana）为松科冷杉属的植物，为中国的特有植物。分布于中国大陆的云南：中甸、四川：木里、维西等地，生长于海拔3,300米至3,800米的地区，目前尚未由人工引种栽培。